# Anton Prylepau
Anton Prylepau, född 5 februari 1984, är en belarusisk bågskytt. Han deltog vid olympiska sommarspelen 2004 och olympiska sommarspelen 2016.